# Nirvana shillongensis
Nirvana shillongensis är en insektsart som beskrevs av Rao 1989. Nirvana shillongensis ingår i släktet Nirvana och familjen dvärgstritar. Inga underarter finns listade i Catalogue of Life.